# コーラ戦争
コーラ戦争（コーラせんそう、英：Cola wars）とは、清涼飲料製造業者であるザ コカ・コーラ カンパニーとペプシコの間の、お互いを標的とした1980年代から1990年代のテレビCMおよび販売宣伝の比較広告活動である。

## 概要
コカ・コーラとペプシコーラのアメリカ2大コーラ会社はコーラを中心に同じような清涼飲料水のラインナップをそろえ、世界各地で激しいマーケティング競争を繰り広げた。特に1980年代には競争は激しさを増し、ペプシのシェアがコカ・コーラを抜く事態となり、コカ・コーラは新たな商品開発に追われるなど苦戦を続けた。
各国ローカルの飲料会社が独自のコーラを発売し、アメリカの2大コーラ会社に対してナショナリズムに満ちたコーラ戦争を行う例もある。イギリスのヴァージン・コーラのように世界的に展開し2大コーラ会社に挑む例も見られる。

## 競合製品
| 風味/タイプ                | ペプシコ                                                                   | ザ コカ・コーラ カンパニー |
| コーラ                     | ペプシ                                                                     | コカ・コーラ ニュー・コーク |
| ダイエット / 低カロリー    | ダイエットペプシ / ペプシライト ペプシワン ペプシNEX                       | ダイエットコーク / コカ・コーラ ライト タブクリア コカ・コーラ ゼロ |
| 低炭水化物                 | ペプシエッジ（販売終了）                                                   | コカ・コーラ C2（販売終了） |
| その他カラメル色           | Dr Slice                                                                   | ミスター・ピブ |
| オレンジ                   | トロピカーナ・ツイスター Tango Slice ミリンダ Kas イェディギュン（トルコ） | ファンタ ミニッツメイド ロイヤル・トゥル（フィリピン） |
| ジュース                   | トロピカーナ ドール Fruit Works（冷凍、缶入り）                            | ミニッツメイド フルートピア (Fruitopia) |
| アイスティー               | リプトン（飲料製品のみ） （ユニリーバが製造）                              | ネスティー (Nestea) （米国でネスレ、世界でビバレッジ・パートナーズ・ワールドワイドが製造） |
| 水                         | アクアフィーナ (Aquafina) エトスウォーター (Ethos Water)                   | ダザーニ (Dasani) Smart Water ボナクア（香港、マカオ） Kinley シエル (Ciel) Eva VIVA!（フィリピン） Cumberland Gap Mountain Spring Water （カンバーランド渓谷限定） Turkuaz、Damla（トルコ） ショーフォンテーン（ベルギー） マウント・フランクリン（オーストラリア） パンプ(Pump、ニュージーランド） Kropla Beskidu（ポーランド） Vital（チリ） Naturaqua（ハンガリー） Namthip（タイ） Bankia（Банкя、ブルガリア） い・ろ・は・す（日本） |
| ジンジャーエール           | 該当なし                                                                   | Seagram'sジンジャーエール カナダドライ |
| ルートビア                 | Mug Root Beer                                                              | バークス サーシ (Sarsi) （フィリピン） ファンタ・ルートビア |
| スポーツドリンク           | ゲータレード プロペル・フィットネスウォーター (Propel Fitness Water)       | パワーエイド アクエリアス Relentless |
| レモンライム               | Teem Sierra Mist セブンアップ（アメリカ以外）                              | スプライト |
| 柑橘系（レモンライム以外） | マウンテンデュー マウンテンデューMDX Kas                                   | メローイエロー ヴォールト フレスカ (Fresca) サージ (Surge) （販売終了） Rondo リフト Sparkle（フィリピン） |
| バニラ味コーラ             | ペプシバニラ（販売終了）                                                   | バニラ コカコーラ (Coca-Cola Vanilla) |
| ライム味コーラ             | ペプシライム                                                               | ライム コカコーラ (Coca-Cola with Lime) ダイエット コカ・コーラ ライム |
| レモン味コーラ             | ペプシツイスト (Pepsi Twist) （販売終了）                                  | コカ・コーラ レモン (Coca-Cola with Lemon) |
| 機能水                     | SoBe Lifewater                                                             | グラソービタミンウォーター (Glacéau) |

## 比較広告
コカ・コーラとペプシはロックスターを登場させた。米国での著名なソフトドリンク広告出演者は、キッス、ティナ・ターナー、デヴィッド・ボウイ、ロッド・スチュワート、マイケル・ジャクソン、マドンナ、レイ・チャールズ（以上ペプシ）およびホイットニー・ヒューストン、ポーラ・アブドゥル、アル・ヤンコビック、ジョージ・マイケル、エルトン・ジョン（コカ・コーラ）。

### コカ・コーラ
コーラ戦争が過熱した例として、ニュー・コーク販売後に昔の「クラシック」コークに戻す計画を宣言した、1985年7月11日の戦略的撤退がある。

### ペプシ
ペプシは有名人がコークよりもペプシを選ぶという、ペプシ支持のポジショニング手法「The Choice of a New Generation（新世代の選択）」宣伝を多く用いた。1975年に、ペプシはペプシチャレンジと呼ばれる、どちらが美味しいかの目隠し飲み比べを開始し、ペプシの販売を促進する街の声を拡大させた。
1990年代後半に、ペプシは長期間の継続的コーラ戦争戦略、ペプシスタッフを開始した。「Drink Pepsi, Get Stuff（ペプシを飲んで商品を貰おう）」の宣伝で、消費者は膨大な数のビン、缶やカップに付いているペプシポイントを集めた。ポイントはペプシの生活用品に交換できる。この手法は消費者の共感を得られるよう2年間の調査と試験販売を経て開始され、ペプシスタッフは即時に成功をおさめた。数千万人の消費者が参加した。ペプシは、コークの地元で開催され、コークが主要スポンサーだった1996年アトランタオリンピックの期間に、コークの販売を上回った。成功を受けて、この手法はマウンテンデューにも適用され、ペプシの世界市場に拡大した。この手法は、毎年新しい景品を投入しつつ何年も継続した。
ペプシスタッフの宣伝は訴訟（レナード対ペプシコ事件）の対象となった。多くの広告の中に、ペプシはハリアーのコクピットにいる若者の姿にテロップで「ハリアー：7百万ペプシポイント」と示した。ペプシスタッフの注文額を満たすために追加ペプシポイントを購入する仕組みがあった。ワシントン州シアトルのジョン・レナードは、ペプシスタッフに最大ポイントの要求と70万ドルの小切手を送り必要な追加ポイントを注文した。ペプシはこの要求を受け入れず、レナードは訴訟を起こした。判決は、広告を見た合理的な人間は実際にはペプシはハリアーを提供はしないと判断するだろうというものであった。ペプシは訴訟に応じてハリアーのコマーシャルの下に「ただの冗談」の文字を加え、「価格」を7億ペプシポイントに変更した。
コカ・コーラとペプシは、2005年にペプシスタッフが再開し「Coke Rewards」が応じるという「サイバー戦争」に至った。このコーラ戦争は、ペプシスタッフがサービスを終了し、Coke Rewardsがウェブサイトで商品提供を続けるという結果で終結している。両者ともにボトルキャップと12本または24本入り箱の蓋を集め、特定ポイント数のオンラインコードを入力すると、賞品や商品を消費者が貰えるというロイヤリティ手法である。ペプシのオンライン提携先のAmazonでは、「ペプシポイント」でmp3ダウンロードのような様々な商品購入ができた。コカ・コーラとペプシの両者ともにiTunes Storeと提携していた。

## 宇宙実験

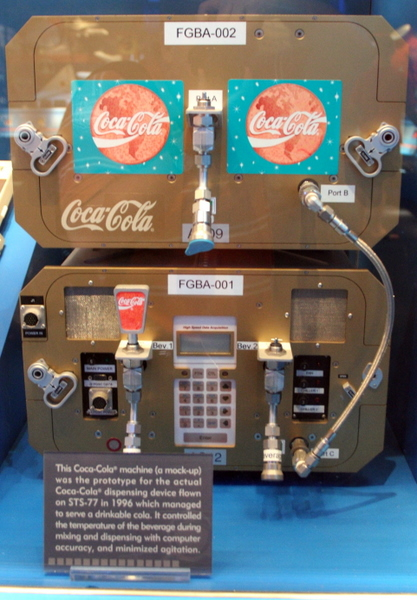
宇宙飛行士記念館（Astronaut Hall of Fame）に展示された、1995年にスペースシャトルディスカバリーで打ち上げられたコークディスペンサーのモックアップ。（STS-77は誤表記で、このモデルはSTS-63で打ち上げ）

コカ・コーラが、宇宙空間で炭酸飲料を飲めるか試験を行う許可を得た後、ペプシ側がレーガン大統領に「コカ・コーラが宇宙で最初のコーラになる」と懸念を表明してペプシ側に宇宙で飲用できるようにする研究の猶予期間を設けて、コカ・コーラの実験と同時に飲用試験を行えるよう計画の調整がなされた。
1985年に、コカ・コーラとペプシはスペースシャトルチャレンジャーのミッションSTS-51-F（8回目のフライト）で宇宙に打ち上げられた。各社は、無重力状態で使用するための包装や分配技術を試験するための特別な缶、正式には炭酸飲料ディスペンサー評価(CBDE)ペイロードを設計した。主に冷却および重力の両方の不足により、実験はシャトル乗組員により失敗と分類された。
「コカ・コーラ宇宙ディスペンサー」（流体一般バイオプロセス装置、FGBA-1）は、宇宙飛行士がコカ・コーラとダイエットコークを無重力空間で楽しめるように設計され、「微小重力下における宇宙飛行士が消費する飲料の味覚嗜好の変化の基礎データを提供する」ことが目的であった。この装置には1.65リットルのコカ・コーラとダイエットコークが入っていた。宇宙飛行士は選択した炭酸飲料を「流体転送装置」と呼ぶ密閉飲料カップを分配装置に一時的に接続して分配する。電力を節約するため、ディスペンサーは容器と接続装置間の冷却コイルにより必要時に液体を冷やす。FGBA-1および「流体転送装置」のFGBA-18は1995年にスペースシャトルディスカバリーのミッションSTS-63（20回目のフライト）で打ち上げられた。　
更なる開発は、コカ・コーラフォンテーンディスペンサー（流体一般バイオプロセス装置、FGBA-2）に繋がり、「炭酸飲料は別に保管した二酸化炭素、水、風味シロップで作れるかの判断、および作られた液体が気泡核が無く泡を生成して消費できるかの判断するテストベッド」を目的とする。この装置にはコカ・コーラとダイエットコークに加え、スポーツドリンクのパワーエイドがある。この装置はスペースシャトルエンデバーのミッションSTS-77（11回目のフライト）で打ち上げられたが、FGBA-2は期待した動作をしなかった。

## 第二のコーラ戦争
1990年代に「第二のコーラ戦争」がイギリスで報告された。多くのストアブランドコーラと異なり、Sainsbury Classic Colaと同様に、製品競争力があるようデザインされたヴァージン・コーラの発売開始に伴うものである。数年間に渡り、これらのコーラはコカ・コーラやペプシと競争した。コカ・コーラは、Classic Cola缶のデザインがコークと酷似していると主張してSainsburyを訴えた。しかしながら、現在はヴァージンとClassic Colaは2大ブランドに遠く及ばない。
大量広報マーケティング戦略が1990年代に続けられた。1997年には、スパイス・ガールズが（ブームの直後に）ペプシと数百ポンドのスポンサー契約を結んだ。3作のペプシCMに出演し、ペプシと2つの限定盤シングル「Move Over」と「Step Me」を発売した。これらはペプシのパッケージで宣伝され、ペプシ主催・後援のコンサートがインスタンブールで2度開催された。

## 日本でのコーラ戦争
日本では、1956年にペプシコーラが参入、翌1957年にコカ・コーラが参入し、コーラ戦争が開始された。1965年に缶入りコーラを先行させたコカ・コーラが圧倒的なトップシェアを長く占めていた（缶入りペプシコーラの発売は1967年）。
コカ・コーラは1980年頃のヨーヨーブームでも成功し、同社の各種商品名ロゴ入りヨーヨーが流行した。
しかし、1987年にペプシコーラがマイケル・ジャクソンの来日コンサートに協賛、1991年にM.C.ハマーをCMに起用するなどして健闘。1996年のペプシマンを使った一連のキャンペーンに成功し、認知度を高めた。
また、1998年のペプシマンボトルキャップに端を発した、両社のグッズキャンペーンは食玩コレクターに広く受け入れられたが2005年に公正取引委員会から注意を受け、ボトルキャップの中身が見えるように変更された。
1997年よりペプシコーラの販売権を清涼飲料水業界第2位のサントリーが取得。コカ・コーラ販売権を持つ業界1位の日本コカ・コーラを追撃する体制を整えた。

## 備考
飲料業界は「千三つ」（年間に1000新商品が出て、生き残るのは3つだけ）と言われるほど競争が厳しく、コーラの類似品はこれまでに多数商品化されては、消えている。
上記以外のコーラについては、コーラの記事参照。